# Aloe brownii
Aloe brownii é uma espécie de liliopsida do gênero Aloe, pertencente à família Asphodelaceae.